# Roger Closset
Roger Robert Closset (ur. 11 lutego 1933 w Paryżu, zm. 29 października 2020 w Rueil-Malmaison) – francuski florecista, srebrny medalista olimpijski i trzykrotny medalista mistrzostw świata.
Na igrzyskach olimpijskich w Melbourne w 1956 roku Francuzi w składzie: Claude Netter, Bernard Baudoux, Jacques Lataste, Roger Closset, Christian d’Oriola i René Coicaud zajęli drużynowo drugie miejsce. Podczas rozgrywanych cztery lata później igrzysk olimpijskich w Rzymie był szósty w zawodach indywidualnych. W rywalizacji drużynowej tym razem nie startował.
Podczas mistrzostw świata w Luksemburgu w 1954 roku Claude Bancilhon, René Cintrat, Roger Closset, Christian d’Oriola, Claude Netter i Adrien Rommel zajęli drugie miejsce w zawodach drużynowych. W tej samej konkurencji zdobył też złoty medal na mistrzostwach świata w Filadelfii (1958) oraz kolejny srebrny na mistrzostwach świata w Paryżu (1957).
Po zakończeniu kariery został trenerem. Prowadził między innymi męską reprezentację Francji we florecie przez 16 lat. Był też działaczem sportowym, był prezydentem Związku Szermierzy Francuskich.